# Aurelio Roverella
Aurelio Roverella (Cesena, 21 de agosto de 1748 - Bourbom-les-bains, 6 de setembro de 1812) foi um cardeal do século XVIII e XIX

## Nascimento
Nasceu em Cesena em  21 de agosto de 1748. De uma família ilustre. O mais novo dos cinco filhos de Carlo Roverella, conde de Sorrivoli, e Maria Toschi. Os outros irmãos eram Giovanni (comandante da cidade e província de Ferrara), Teresa (freira de S. Caterina de Cesena), Ippolito (conde) e Chiara. Outro cardeal da família foi Bartolomeo Roverella (1461).

## Educação
Ainda jovem, foi para Roma estudar direito, adquirindo grande conhecimento jurídico.

## Início da vida
Conclavista do cardeal Luigi Maria Torrigiani no conclave de 1769. Ingressou na prelatura romana após a eleição do papa Pio VI, seu compatriota, que avançou rapidamente na carreira eclesiástica. Suplementar camareiro privado, setembro de 1775. Capaz de apostólico trazer o barrete vermelho ao novo cardeal Giovanni Carlo Bandi em Imola em setembro de 1775. Advogado consistorial, junho de 1776. Protonotário apostólico. abade commendatáriode S.Benedetto di Schalocchi e de S. Giovanni Evangelista, Città di Castello, dezembro de 1782. Auditor civil do auditor geral da Câmara Apostólica, janeiro de 1783. Prelado doméstico, janeiro de 1783. Auditor da Sagrada Rota Romana, fevereiro de 1785; tomou posse em 5 de julho de 1785. Prelado da SC do Conselho Tridentino, julho de 1785. Abade commendatario de S. Pietro em Vincoli, Imola, dezembro de 1786. Auditor papal, abril de 1789.

## Ordens sagradas
(Nenhuma informação encontrada).

## Cardinalado
Criado cardeal sacerdote no consistório de 21 de fevereiro de 1794; recebeu o chapéu vermelho em 27 de fevereiro de 1794; e o título de Ss. Giovanni e Paolo, 12 de setembro de 1794. Atribuído à SS. CC. do Santo Ofício, Consistorial, Conselho Tridentino, Exame dos Bispos nos Cânones Sagrados e Loreto. Protetor da Ordem dos Frades Menores Conventuais, 12 de dezembro de 1794. Pró-datário de Sua Santidade, 27 de fevereiro de 1795. Camerlengo do Sagrado Colégio dos Cardeais, 27 de junho de 1796 a 24 de julho de 1797. Em 1797, quando o Papa Pio VI adoeceu, concedeu ao cardeal Roverella todas as faculdades; e o pontífice fez a mesma coisa em 20 de fevereiro de 1798, quando foi feito prisioneiro pelos franceses e transportado para a França. Quando a República Romana foi proclamada e os Estados papais foram ocupados pelos franceses, o cardeal partiu. Participou noconclave de 1799-1800 , celebrado em Veneza, que elegeu o Papa Pio VII. Confirmado como pró-datário pelo Papa Pio VII, em 29 de março de 1800; ocupou o cargo até sua morte. Em 23 de maio de 1800, foi nomeado um dos três cardeais legados a ir a Roma para governar até a chegada do pontífice. Abade commendatario de Fossanova, setembro de 1802. Protetor da Congregação de Vallombrosa, 19 de novembro de 1802. Em 1808, foi expulso de Roma pelos franceses e retirou-se para Ferrara.

## Episcopado
Optou pela ordem dos cardeais bispos e pela sé suburbicária de Palestrina, em 27 de março de 1809, conservando em comenda o título de Ss. Giovanni e Paulo. Consagrado (nenhuma informação encontrada). Superior da casa e igreja de Gesù. Protetor da Congregação da Natividade da Santíssima Virgem a casa de Gesù; do mosteiro dos Oblatos das Sete Dores; do Hospital de S. Gallicano; da Venerável Arquiconfraria de S. Maria del Gonfalone ; da Arquiconfraria degli Agonizzanti ; da Arquiconfraria del Nome di Maria ; das Arquiconfrarias de Ssma Anunziata e de Ssmo Rosarioem Santa Maria sopra Minerva; da igreja e hospital de S. Maria del'Orto; das monjas de Ss BambinoGesù ; delle Maestre Pie ; do Conservatório delle Mendicanti ; de treze outras congregações em Roma e nos Estados papais; do Hospital de Sanseverino; das monjas de S. Caterina de Todi e de S. Antonio di Cascia; das cidades de Osimo, Viterbo, Piperno, Sezze, Cori, Ascoli e Jesi; e de onze terredos Estados Papais. No final de 1809, depois que o Papa Pio VII foi deportado para a França em 6 de julho, ele recebeu a ordem de ir para Paris como todos os outros cardeais; aí, temeroso pelas violências a que viu o papa, outros cardeais e o clero romano serem submetidos, ou ganhou os elogios que recebeu dos ministros imperiais, aquiesceu às ordens e decisão do imperador Napoleão I Bonaparte contra o papa, seu prisioneiro. Ele esteve presente nos casamentos civis e religiosos do imperador Napoleão I e da arquiduquesa Marie-Louise da Áustria em 1 e 2 de abril de 1810 em Paris. Ele foi um dos mais ilustres "cardeais vermelhos". Cardeal Bartolomeo Pacca, em sua Memorie storiche, aponta abertamente o cardeal Roverella como o instigador das manobras e pressões exercidas sobre o papa Pio VII durante seu cativeiro na França pelo imperador Napoleão I. Em 1811, foi enviado a Savona, onde o papa Pio VII esteve junto com os cardeais Giuseppe Doria, Antonio Dugnani, Fabrizio Ruffo and Alphonse-Hubert de Latier de Bayane. Naquele ano, o cardeal Roverella assumiu o papel principal daquele grupo de cardeais que praticamente redigiu o breve papal que aprovava todos os decretos sancionados pelo Concílio de Paris, que haviam sido tomados sem a intervenção papal ou a presença do legado papal; os decretos continham as cláusulas que deveriam ser acrescentadas à concordata que o Papa Pio VII havia assinado no ano anterior, da qual se arrependeu por muitos dias.

## Morte
Morreu em Bourbom-les-bains em 6 de setembro de 1812. Enterrado na igreja de Sainte-Genoviève, Paris (o Panteão).